# Psametik III
Ankhkaenre Psammetichus III hay Psametik III (hoặc Psamtek hay Psamtik hay Psemmtek III) là con trai của pharaon Amasis II của Vương triều thứ 26 Ai Cập cổ đại và hoàng hậu Tentheta. Ông lên ngôi vua sau khi cha mất và trị vì Ai Cập trong khoảng 526-525 TCN. Sau khi mới cai trị được 6 tháng, vào năm 525 TCN Psammetichus bị Hoàng đế Ba Tư Cambyses II đánh bại, sau đó ông bị xử tử ở Ba Tư. Ai Cập rơi vào ách đô hộ của người Ba Tư.

## Gia đình
Psamtik III là con trai của pharaon Amasis II và một trong những người vợ của ông, nữ hoàng Tentkheta. Ông đã kế vị cha mình làm pharaon vào năm 526 trước Công nguyên, khi Amasis qua đời sau một vương triều lâu dài và thịnh vượng lên tới 44 năm. Theo Herodotus, ông có một con trai tên là Amasis và một người vợ cùng con gái, cả hai đều chưa được đặt tên trong các tài liệu lịch sử.

## Thất bại và giam cầm
Psamtik cai trị Ai Cập không quá sáu tháng. Một vài ngày sau khi đăng quang, mưa rơi xuống Thebes, là một sự kiện hiếm hoi mà gây sợ hãi cho một số người Ai Cập, mà đã giải thích điều này như là một điềm xấu. Vị vua trẻ tuổi và thiếu kinh nghiệm đã không đối phó được cuộc xâm lược của người Ba Tư. Sau khi người Ba Tư dưới sự chỉ huy của Cambyses vượt qua sa mạc Sinai với sự trợ giúp của người Ả Rập, một cuộc chiến quyết liệt đã nổ ra gần Pelusium, một thành phố biên giới phía đông của Ai Cập, trong mùa xuân 525 trước Công nguyên. người Ai Cập đã bị đánh bại tại Pelusium và Psamtik đã bị phản bội bởi một trong những đồng minh của ông, Phanes của Halicarnas. Do đó, Psamtik và quân đội của ông đã buộc phải rút tới Memphis. Người Ba Tư chiếm được thành phố sau khi một cuộc bao vây dài, và bắt Psamtik sau khi nó thất thủ. Ngay sau đó, Cambyses đã ra lệnh hành quyết công khai 2000 công dân quan trọng, bao gồm (có người nói) một con trai của nhà vua thất bại.

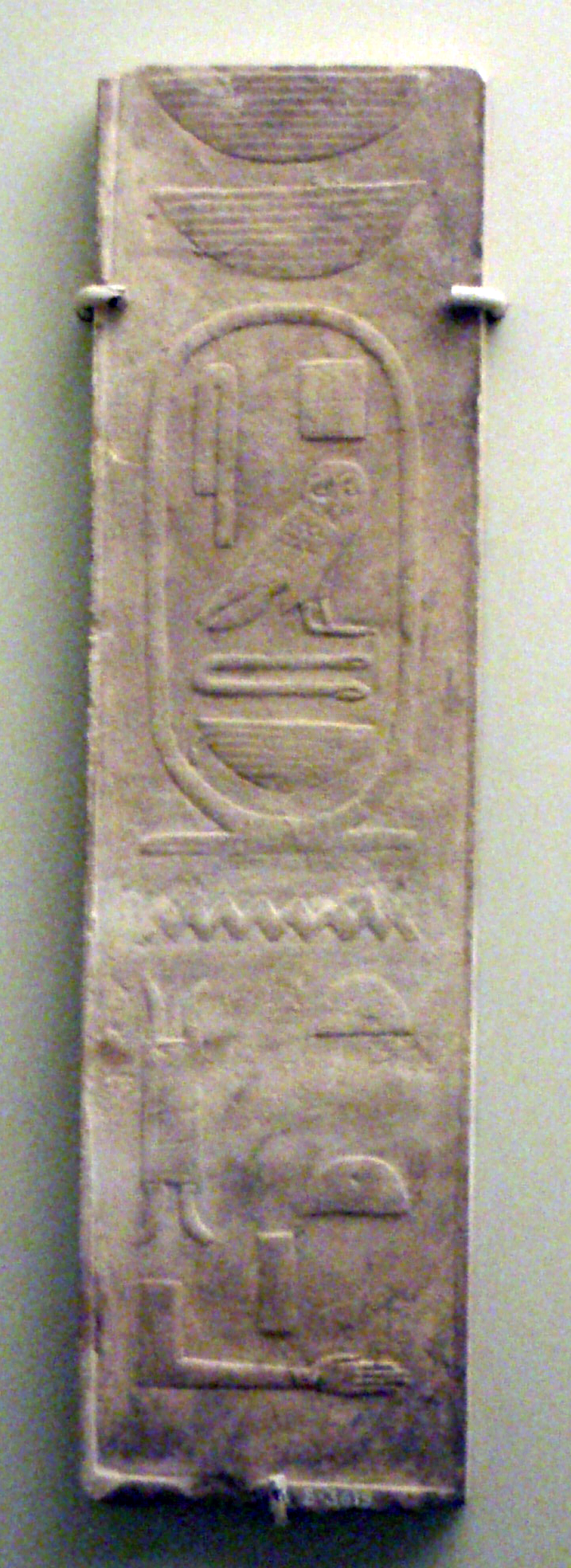
A stone relief fragment bearing the cartouche of the Saite pharaon Psamtik, in hieroglyphs. On display at the Royal Ontario Museum, Toronto.